# Rogoznica
Rogoznica (dt. veraltet: Klein Kap Zesto, it. Rogosnizza) ist eine Gemeinde in der Gespanschaft Šibenik-Knin in Kroatien.

## Lage und Einwohner
Rogoznica liegt zwischen Split und Šibenik und liegt auf einer kleinen Insel namens Kopara, jedoch ist diese durch einen etwa 250 Meter langen Damm mit dem Festland verbunden und inzwischen dahin ausgedehnt.  Heute zählt die Gesamtgemeinde Rogoznica  2345 Einwohner und richtet sich immer mehr nach dem Tourismus aus, da die Fischerei immer unlukrativer wird. 

## Geschichte
Bereits aus dem Jahre 1390 gibt es Aufzeichnungen darüber, dass sich Menschen an diesem Küstenstreifen niedergelassen und damit den Ort begründet haben. 
Zu den Sehenswürdigkeiten des Ortes zählt zum einen der Drachenaugensee und zum anderen die neu errichtete Marina Frapa.

## Galerie

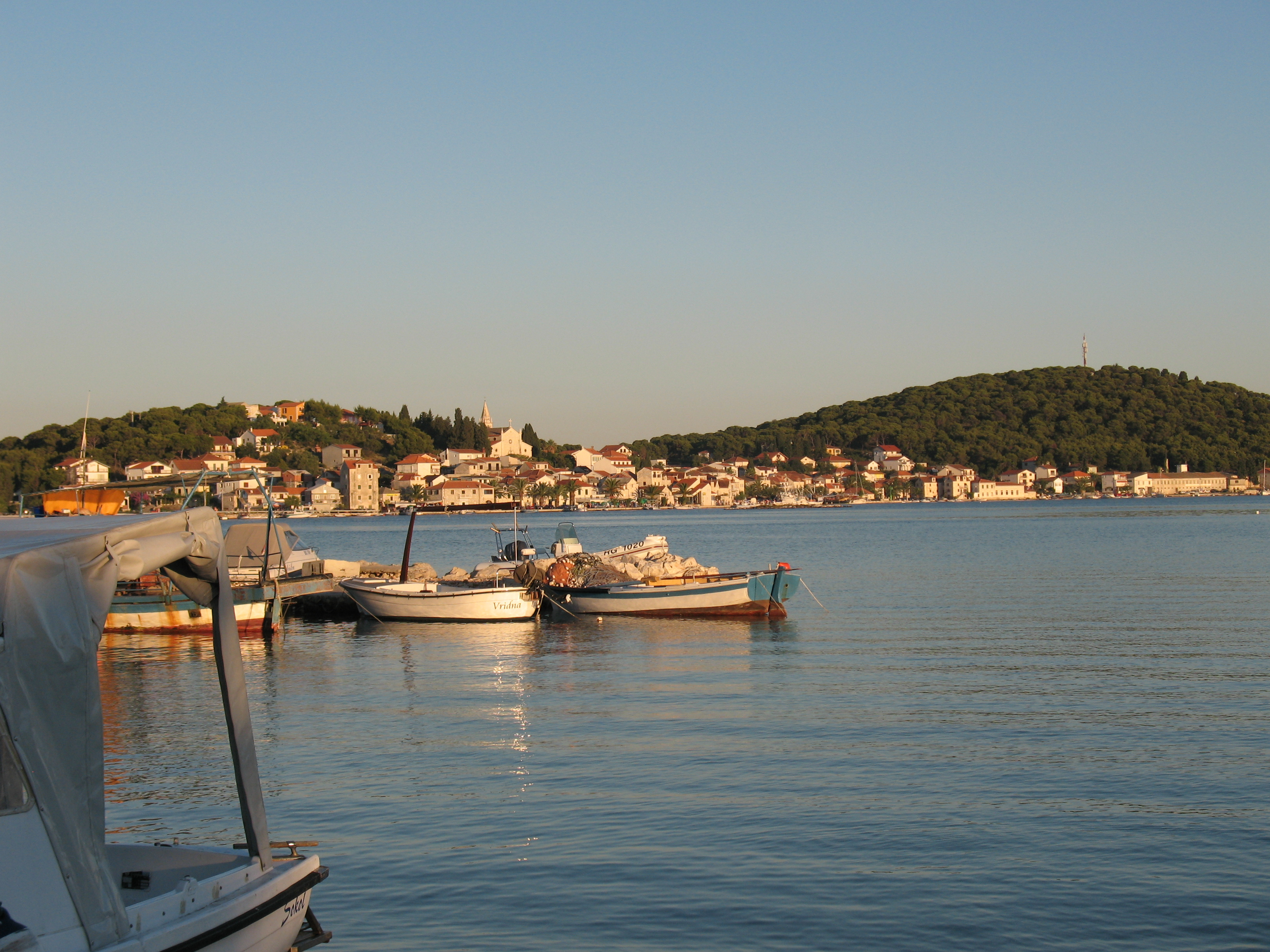
Alter Ortsteil
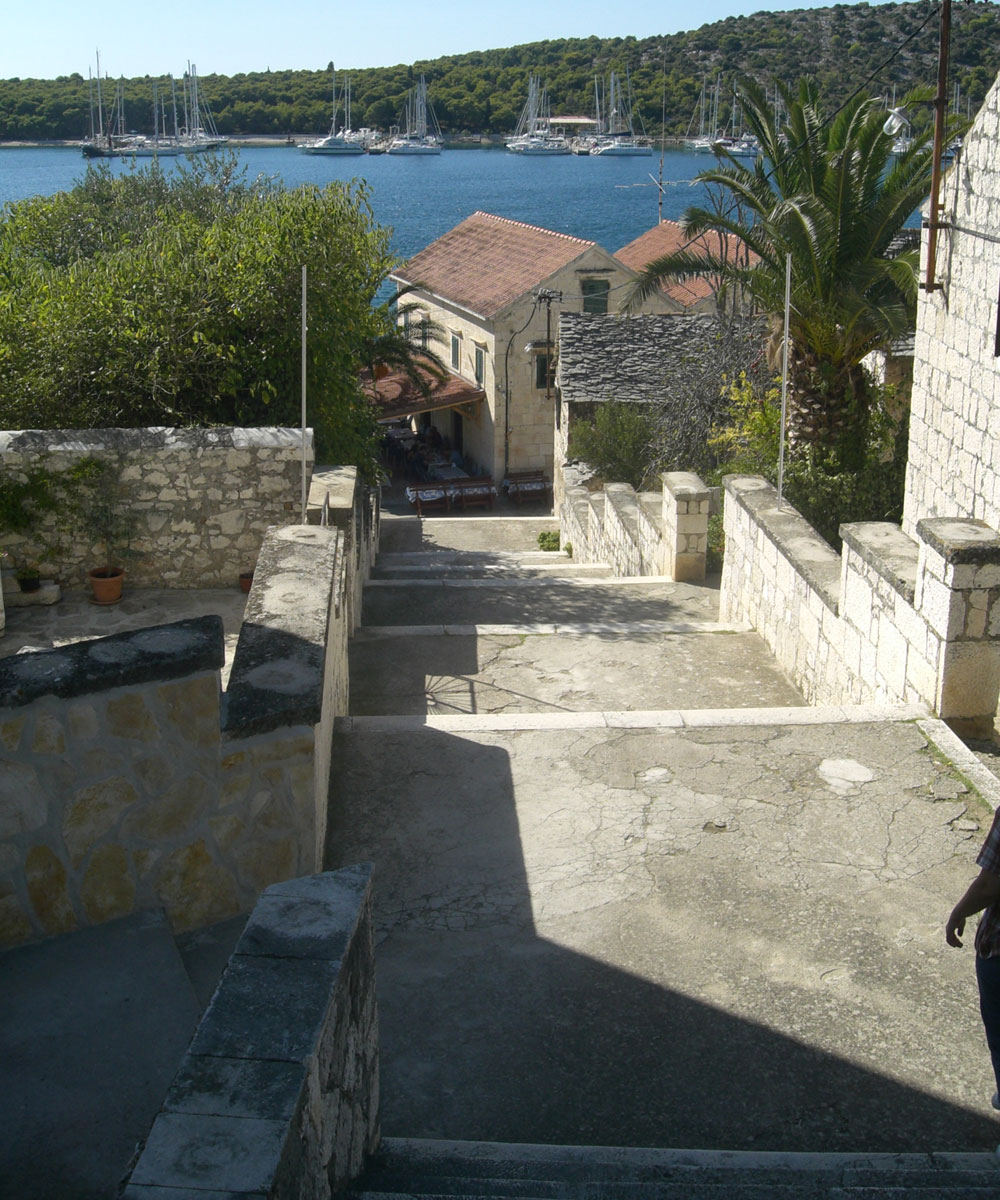
Blick zum Hafen
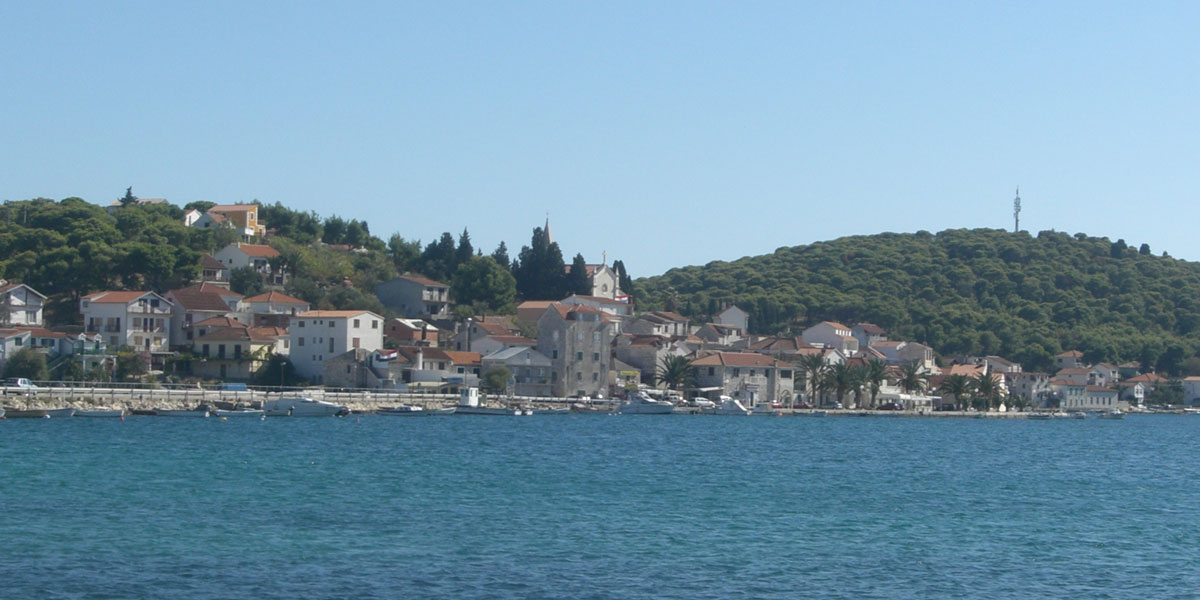
Rogoznica
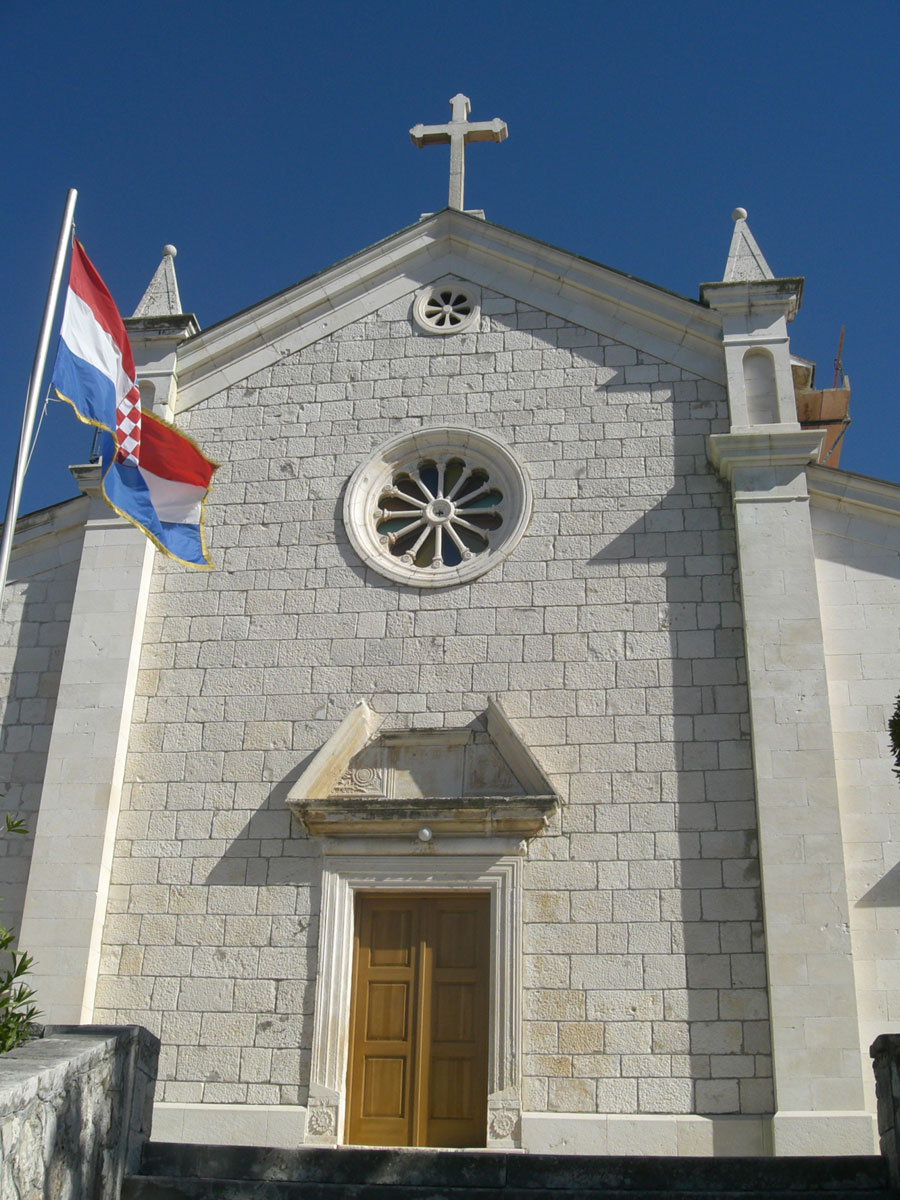
Kirche
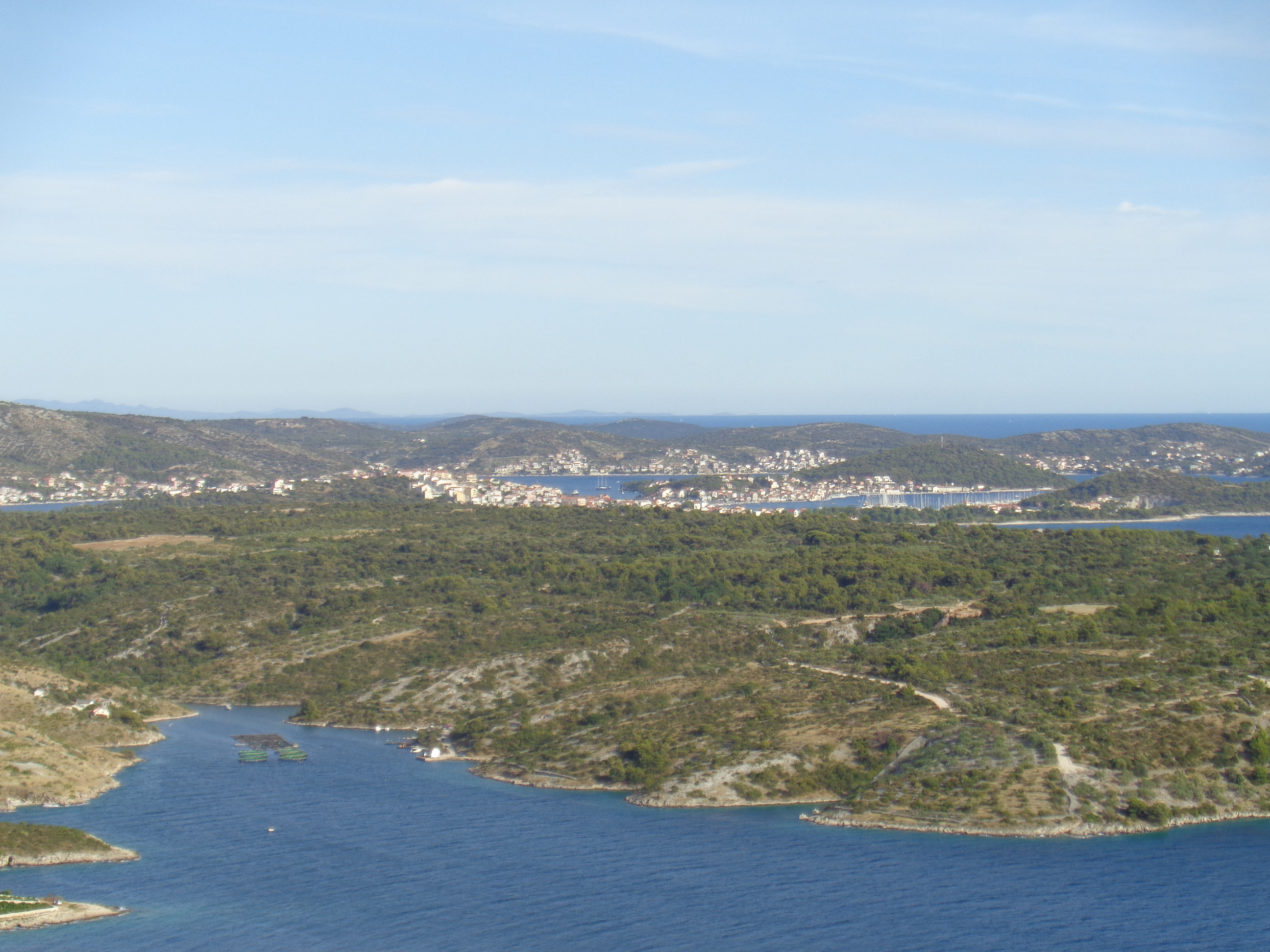
Ort mit der Umgebung